# Ochthodium
Ochthodium é um género botânico pertencente à família Brassicaceae.